# Cynthia Asquith
Lady Cynthia Mary Evelyn Asquith (n. 27 septembrie 1887, Wiltshire, Anglia, Regatul Unit al Marii Britanii și Irlandei – d. 31 martie 1960, Oxford, Anglia, Regatul Unit) a fost o scriitoare engleză, cunoscută acum mai mult pentru poveștile ei cu fantome și pentru jurnalele sale. A mai scris romane și a editat o serie de antologii. Cynthia Asquith a scris și literatură pentru copii și despre familia regală britanică.

## Lucrări
- The Ghost Book (1927), editor
- The Black Cap (1928), editor
- Shudders (1929), editor
- When Churchyards Yawn (1931), editor
- My Grimmest Nightmare (1935), editor
- The Spring House (1936), roman
- One Sparkling Wave (1943), roman
- This Mortal Coil (1947), povestiri
- Haply I May Remember (1950)
- What Dreams May Come? (1951), povestiri
- The Second Ghost Book (1952), editor
- Portrait of Barrie (1954)
- The Third Ghost Book (1956), editor
- Married to Tolstoy (1960), biografie
- Thomas Hardy at Max Gate (1969)